# Panaria-Vinavil/1996
Deze pagina geeft een overzicht van de Panaria-Vinavil-wielerploeg in 1996.
Panaria-Vinavil was de voortzetting van de Lampre-Panaria-formatie uit 1995 en 1996 was het enige jaar dat dit team bestond.

## Algemeen
Sponsors: Panaria (tegelfabrikant), Vinavil (lijmfabrikant)
Algemeen manager: Giuseppe Saronni
Ploegleiders: Pietro Algeri, Maurizio Piovani, Antonio Saronni
Fietsmerk: Colnago

## Renners
| Naam                 | Geboortedatum | Nationaliteit | Ploeg 1995     |
| -------------------- | ------------- | ------------- | -------------- |
| Yoshiyuki Abe        | 15-08-1969    | Japan         | neo            |
| Alessandro Baronti   | 04-06-1967    | Italië        | Lampre-Panaria |
| Wladimir Belli       | 25-07-1970    | Italië        | Lampre-Panaria |
| Davide Bramati       | 28-06-1968    | Italië        | Lampre-Panaria |
| Oscar Camenzind      | 12-09-1971    | Zwitserland   | neo            |
| Roberto Conti        | 16-12-1964    | Italië        | Lampre-Panaria |
| Andrea Dolci         | 19-11-1969    | Italië        | Lampre-Panaria |
| Gianni Faresin       | 16-07-1965    | Italië        | Lampre-Panaria |
| Valentino Fois       | 23-09-1973    | Italië        | neo            |
| Alessio Galletti     | 26-03-1968    | Italië        | Lampre-Panaria |
| Gabriele Missaglia * | 24-07-1970    | Italië        |                |
| Nicola Panzeri       | 01-06-1970    | Italië        | neo            |
| Sergio Previtali     | 27-03-1969    | Italië        | neo            |
| Marco Serpellini     | 14-08-1972    | Italië        | Lampre-Panaria |
| Zbigniew Spruch      | 13-12-1965    | Polen         | Lampre-Panaria |
| Ján Svorada          | 28-06-1968    | Tsjechië      | Lampre-Panaria |
| Pavel Tonkov         | 09-02-1969    | Rusland       | Lampre-Panaria |

* kwam per 11 mei 1996 over van San Marco Group

## Belangrijke overwinningen
| Ster van Bessèges 4e etappe: Ján Svorada 5e etappe: Ján Svorada Eindklassement: Ján Svorada Ronde van de Middellandse Zee 1e etappe: Ján Svorada Tirreno-Adriatico Etappe 5A: Ján Svorada 8e etappe: Ján Svorada Ronde van Sardinië 4e etappe: Ján Svorada Wielerweek van Bergamo 2e etappe: Pavel Tonkov 3e etappe: Pavel Tonkov 5e etappe: Pavel Tonkov Eindklassement: Pavel Tonkov | GP Pino Cerami Marco Serpellini GP Denain Ján Svorada Ronde van de Apennijnen Wladimir Belli Ronde van Romandië 1e etappe: Pavel Tonkov Ronde van Trentino 3e etappe: Gianni Faresin Eindklassement: Wladimir Belli Ronde van Italië 13e etappe: Pavel Tonkov Eindklassement: Pavel Tonkov | Ronde van Zwitserland 2e etappe: Ján Svorada Grand Prix Willem Tell 2e etappe: Oscar Camenzind Etappe 3B: Oscar Camenzind 4e etappe: Oscar Camenzind Eindklassement: Andrea Dolci Ronde van Polen 5e etappe: Valentino Fois 6e etappe: Yoshiyuki Abe Nationale kampioenschappen Tsjechisch kampioen op de weg, Elite: Ján Svorada |

Mannen:1991 · 1992 · 1993 · 1994 · 1995 · 1996 · 1997-1998 · 1999 · 2000 · 2001 · 2002 · 2003 · 2004 · 2005 · 2006 · 2007 · 2008 · 2009 · 2010 · 2011 · 2012 · 2013 · 2014 · 2015 · 2016 · 2017 · 2018 · 2019 · 2020 · 2021 · 2022 · 2023 · 2024 · 2025
Vrouwen:2022 · 2023 · 2024 · 2025